# Komsomólskaia Pravda
|  | Per a l'òrgan oficial del Partit Comunista de la Unió Soviètica vegeu Pravda |

Komsomólskaia Pravda (rus: Комсомо́льская пра́вда, Veritat del Komsomol) és un diari  rus de cobertura nacional i tiratge diari, fundat en 1925 com a òrgan oficial de l'organització juvenil del Partit Comunista de la Unió Soviètica, el Komsomol. En 1930 es va convertir en la primera organització a ser guardonada amb la recentment creada Orde de Lenin.
El diari va seguir editant-se en forma independent després que es dissolguessin el Komsomol i la mateixa Unió Soviètica en 1991, tot mantenint la seva línia editorial. Té actualment un tiratge diari d'al voltant de 20.354.000 exemplars, el que el converteix en el segon diari amb més circulació de Rússia, darrere del també soviètic Trud.